# Algebra (struktura)
Algebra jako matematická struktura je vektorový prostor A nad tělesem F (anebo obecněji modul nad okruhem), na kterém je dána další operace násobení, které je lineární, tj.
{\displaystyle \mathbf {a} \cdot (\alpha \mathbf {b} +\beta \mathbf {c} )=\alpha \mathbf {a} \cdot \mathbf {b} +\beta \mathbf {a} \cdot \mathbf {c} }
{\displaystyle (\alpha \mathbf {b} +\beta \mathbf {c} )\cdot \mathbf {a} =\alpha \mathbf {b} \cdot \mathbf {a} +\beta \mathbf {c} \cdot \mathbf {a} } pro {\displaystyle \alpha ,\beta \in F}.

## Typy algeber
- Algebra s jednotkou – algebra, ve které existuje jednotkový prvek vzhledem k násobení.
- Asociativní algebra – násobení je asociativní.
- Komutativní algebra – násobení je komutativní.
- Lieova algebra – násobení je antisymetrické a splňuje Jacobiho identitu
- Jordanovy algebry – komutativní algebra splňující {\displaystyle (xy)(xx)=x(y(xx))} pro každé x,y (Jordanova identita)
- Alternující algebra – algebra, pro kterou je funkce {\displaystyle x(yz)-(xy)z} (asociátor) totálně antisymetrický.
- Podílová algebra – algebra, ve které má každý nenulový prvek inverzi vzhledem k násobení.
- Normovaná algebra – je dána norma || taková, že {\displaystyle |xy|=|x||y|}

## Příklady
Čtvercové matice řádu n spolu se sčítáním, násobením a násobením prvky tělesa tvoří asociativní algebru s jednotkou, tzv. maticovou algebru.
Oktoniony tvoří normovanou podílovou alternující algebru nad tělesem reálných čísel.

## Vlastnosti
Každá podílová algebra nad libovolným tělesem může mít dimenzi jenom 1,2,4 nebo 8. Jediné normované podílové algebry nad tělesem reálných čísel jsou reálná čísla, komplexní čísla, kvaterniony a oktoniony.